# 'Tis a Pity She Was a Whore
'Tis a Pity She Was a Whore is een nummer van Britse muzikant David Bowie, uitgebracht als losse single op 10 november 2014. Een week later verscheen het nummer op de B-kant van Bowie's nieuwe single "Sue (Or in a Season of Crime)" van zijn compilatiealbum Nothing Has Changed. In 2016 verscheen een nieuwe versie van het nummer als de tweede track op Bowie's laatste studioalbum Blackstar.

## Achtergrond
De titel van "'Tis a Pity She Was a Whore" werd afgeleid van het toneelstuk 'Tis Pity She's a Whore van John Ford uit 1633. Zowel "'Tis a Pity She Was a Whore" als "Sue (Or in a Season of Crime)" werden later opnieuw opgenomen voor Bowie's laatste studioalbum Blackstar. Jazzmuzikant Donny McCaslin verzorgde nieuwe muziek op de saxofoon op deze heropname. Op de originele versie werd de saxofoon ingespeeld door Bowie zelf.
Over het geluid van het nummer schreef Bowie: "Als Vorticisten rockmuziek zouden schrijven, had het misschien zo geklonken".

## Tracklijst
- "'Tis a Pity She Was a Whore" geschreven door Bowie, "Sue (Or in a Season of Crime)" geschreven door Bowie, Bob Bhamra, Maria Schneider en Paul Bateman.

Digitale download
1. "'Tis a Pity She Was a Whore" - 5:26

10"-versie
1. "Sue (Or in a Season of Crime)" - 7:24
2. "'Tis a Pity She Was a Whore" - 5:27
3. "Sue (Or in a Season of Crime)" (radio edit) - 4:01

## Hitnoteringen

### Nationale Hitparade top 50 /Single Top 100
| Hitnotering: 16-01-2016 | Hitnotering: 16-01-2016 | Hitnotering: 16-01-2016 | Hitnotering: 16-01-2016 |
| Week:                   | 1                       |                         |                         |
| ----------------------- | ----------------------- | ----------------------- | ----------------------- |
| Positie:                | 68                      | uit                     |                         |